# Belten (Wermelskirchen)
Belten ist ein ehemaliger Wohnplatz in Wermelskirchen im Bergischen Land. Heute erinnern nur noch die Straßennamen Im Belten und Beltener Straße daran. Alte Häuser oder Höfe sind dort nicht mehr zu finden, der Wohnplatz wurde umbenannt.

## Geschichte
Eine erste Nennung des Wohnplatzes findet sich im Jahre 1487 in der Auftragung der Untersassen des Herzogtums Berg. Dort wird, nach Kenkhausen und vor Lüffringhausen in der Oberhonschaft Beltgen Naber genannt. Das Wort ist ein Eigenname und hat sich zum späteren Belten abgeschliffen.
Eine weitere Nennung findet sich im Jahre 1769. Arnold Assmann besaß ein Gut in Elbringhausen, das später den Eheleuten Günther gehörte. Die Grundstücke reichten bis zum Belten an der Landstraße und ans Bremsenhaus. Im Urkataster von 1828 heißt es an der Stelle "Belteskamp". 
Im Jahre 1878 verkaufte die Witwe von Julius Leymann, Helene Faßbender, ein Haus in Flur 4, Parzelle 4/373, an Wilhelm Lindscheid, Wirt am Belten, zum Preis von 4875 Mark.
Der Name Belten wurde 1893 abgelöst durch den heutigen Straßennamen Neuenhöhe.